# Ernst Behrens (Industrieller)
Ernst Behrens (* 27. Januar 1840 in Berlin; † 15. Februar 1910) war ein deutscher Ingenieur und Unternehmer.

## Leben
Georg Mehlis und Ernst Behrens gründeten 1872 gemeinsam die Maschinenfabrik Cyclop. 1890 wurde Behrens Alleininhaber des Unternehmens, das in den 1890er Jahren Dampf-Straßenwalzen, Schneefegemaschinen und Sandstreuwagen für Pferdebahnen und Sekundärbahnen, Tenbrink-Feuerungen, Dampfkessel und Dampfmaschinen jeder Art (besonders zur Wasserversorgung von Städten, Entwässerung von Niederungen etc.), Brücken, Dächer, Drehscheiben, Krane, Schiebebühnen; Gußstücke jeder Art, Verzinkung von guß- und schmiedeeisernen Gegenständen anbot.
Ernst Behrens gehörte dem Ältestenkollegium der Berliner Kaufmannschaft an sowie der Handelskammer Berlin. Zudem war er Mitglied zahlreicher Aufsichtsräte, so bei der Berliner Handels-Gesellschaft, der Aktien-Gesellschaft für Anilin-Fabrikation und der Lübeck-Büchener Eisenbahn-Gesellschaft.

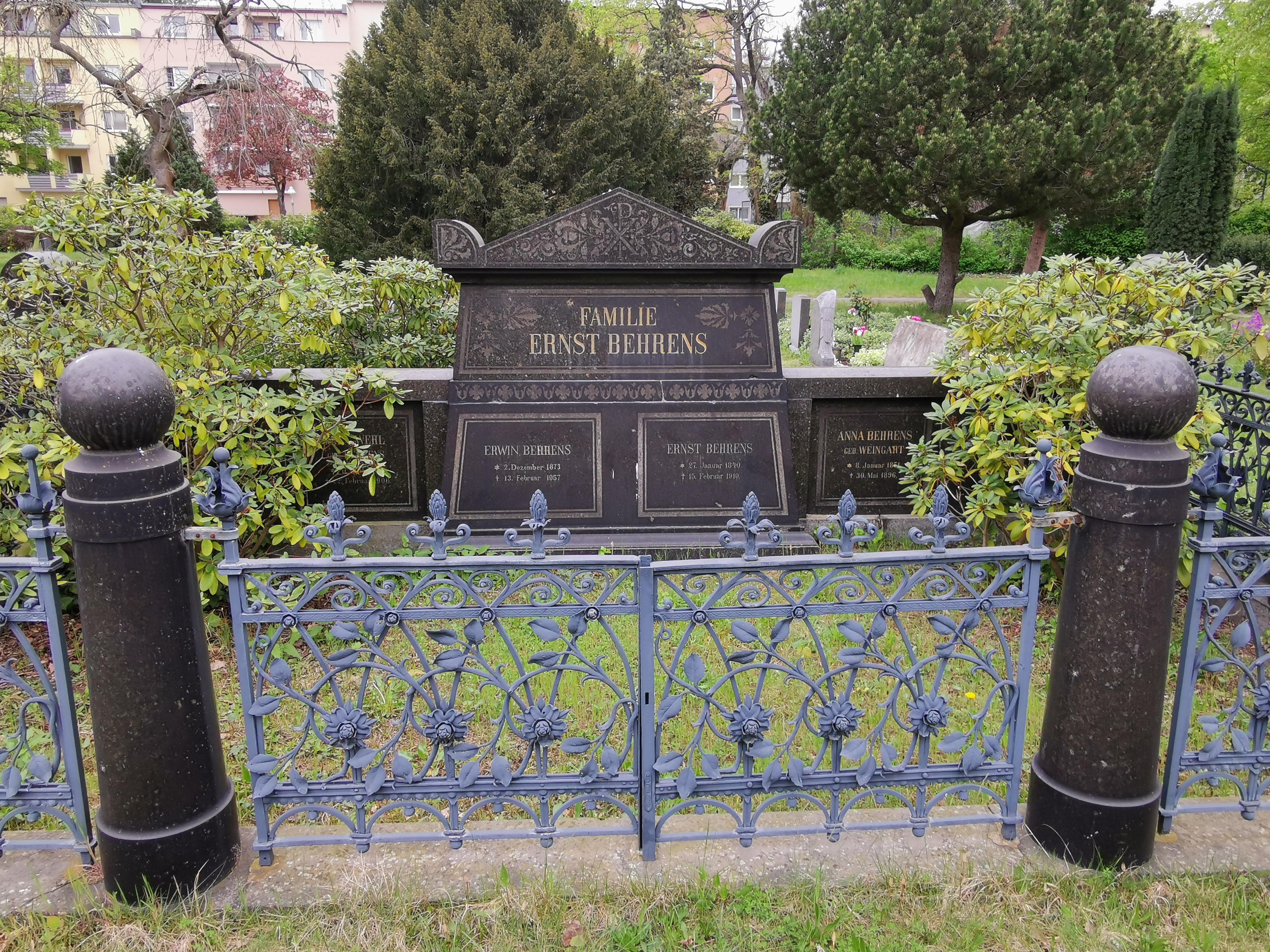
Grab, Dorotheenstädtischer Friedhof II in Berlin-Wedding

Behrens wurde der Ehrentitel eines Kommerzienrats verliehen.